# Man and Machine
Man and Machine (рус. Человек и машина) — восьмой студийный альбом группы U.D.O., вышедший в 2002 году.
После турне по России, записи альбома Live from Russia и небольшого отпуска, музыканты вернулись в студию в сентябре 2001 года для записи нового альбома. В отличие от предыдущих альбомов, где авторами музыки и текстов были только Кауфманн и Диркшнайдер, к подготовке материала в качестве авторов были привлечены также и гитарист Игор Джианола и басист Фитти Винхольд.
Этот альбом сделан после долгого времени всей группой.
Оригинальный текст (англ.)This album is made after along time by the whole band
Тексты песен на альбоме были написаны на актуальную тематику: засилье машин, компьютеров, их очеловечивание, в то время как люди деградируют, возвращаясь к первобытным инстинктам.
Гостем на альбоме выступила Доро Пеш, с которой Диркшнайдер дуэтом спел балладу «Dancing with an Angel», вышедший синглом, а также в виде видеоклипа.
Затем группа отправилась в турне по Европе, а в октябре 2002 года приехала в Россию, где побывала в Москве, Набережных Челнах, Казани и Рязани. Концерт в Санкт-Петербурге был отменён, в связи с известными событиями на мюзикле «Норд-Ост».
Альбом реализовывался SPV Records на компакт-диске (SPV CD 085-57472), а также вышел ограниченным тиражом в 500 экземпляров на виниле, достиг 71 места в чартах Германии.

## Список композиций
Диск 1
| №   | Название                | Перевод названия             | Длительность |
| --- | ----------------------- | ---------------------------- | ------------ |
| 1.  | «Man and Machine»       | «Человек и машина»           | 5:40         |
| 2.  | «Private Eye»           | «Частный детектив»           | 3:57         |
| 3.  | «Animal Instinct»       | «Животный инстинкт»          | 4:12         |
| 4.  | «The Dawn of the Gods»  | «Зарождение богов»           | 4:53         |
| 5.  | «Dancing with an Angel» | «Танцую с ангелом»           | 4:12         |
| 6.  | «Silent Cry»            | «Молчаливый крик»            | 5:22         |
| 7.  | «Network Nightmare»     | «Сетевой кошмар»             | 4:04         |
| 8.  | «Hard to be Honest»     | «Честным быть тяжело»        | 4:51         |
| 9.  | «Like a Lion»           | «Как лев»                    | 4:16         |
| 10. | «Black Heart»           | «Чёрное сердце»              | 4:32         |
| 11. | «No Limits»             | «Нет пределов»               | 4:11         |
| 12. | «Unknown Traveller»     | «Неизвестный путешественник» | 6:52         |
| 13. | «Metal Eater (live)*»   | «Пожиратель металла»         | 3:27         |
| 14. | «Heart of Gold (live)*» | «Золотое сердце»             | 4:59         |

- Бонус на японском издании.

## Синглы
- Dancing with an Angel, промосингл, 2002: Dancing with an Angel/Silent Cry

## Участники записи
- Удо Диркшнайдер — вокал
- Штефан Кауфманн — гитара
- Игор Джианола — гитара
- Фитти Винхольд — бас-гитара
- Лоренцо Милано — ударные

Приглашённые музыканты
- Доро Пеш — вокал на Dancing with an Angel
- Фрэнк Найт (ex-X-Wild) — бэк-вокал